# میگل کورتوا
میگل کورتوا (فرانسوی: Miguel Courtois‎؛ زادهٔ ۱۹۶۰) کارگردان فیلم، تهیه‌کننده فیلم، و فیلم‌نامه‌نویس فرانسوی-اسپانیایی است. از فیلم‌هایی که وی در آن‌ها نقش داشته است، می‌توان به اسکیت کن یا بمیر اشاره نمود.
او اولین فیلم اسپانیایی خود را با عنوان گرگ در سال ۲۰۰۴ کارگردانی کرد که با بازی ادواردو نوریگا، خوسه کورونادو، ملانی دوتی و پاتریک برویل ساخته شد. این فیلم ۲٬۵۰۰٬۰۰۰ بلیت فروخت و از پنج نامزدی، دو جایزه گویا را به دست آورد و جوایز بین‌المللی متعددی کسب کرد. او به همکاری خود در اسپانیا ادامه داد و فیلم «گال» را در سال ۲۰۰۶ و مستند ۱۱-ام، تاریخ یک حمله را در سال ۲۰۰۵ ساخت.
در سال ۲۰۱۰، او بخشی از فیلم تلویزیونی دام افغان را در کابل فیلمبرداری کرد که دربارهٔ مناقشه افغانستان بود و بازیگرانی چون ماری-ژوز کروز و ساموئل لو بیان در آن حضور داشتند. در سال ۲۰۱۲، فیلم عملیات ای را در کلمبیا کارگردانی کرد که با بازی لوئیس تسار و مارتینا گارسیا ساخته شد.
در سال ۲۰۱۴، او تصویری از پادشاه خوآن کارلوس یکم اسپانیا تهیه کرد. برای این پروژه، بیش از پنج ساعت با این پادشاه مصاحبه انجام داد.